# Edwardsia longicornis
Edwardsia longicornis is een zeeanemonensoort uit de familie Edwardsiidae.
Edwardsia longicornis is voor het eerst wetenschappelijk beschreven door Carlgren in 1921.